# Will Ospreay
William Peter Charles "Will" Ospreay (Londres, 7 de maio de 1993) é um lutador profissional inglês que atualmente trabalha para a All Elite Wrestling, onde ele foi duas vezes campeão internacional da AEW. Ele também é conhecido por sua passagem de oito anos pela New Japan Pro-Wrestling (NJPW), onde conquistou vários campeonatos, incluindo o IWGP World Heavyweight Championship.
Ospreay anteriormente lutou pela promoção parceira da NJPW com base no Reino Unido, Revolution Pro Wrestling (RevPro), onde é um ex-campeão e o mais longo reinante do Undisputed British Heavyweight Championship. Ele também lutou pela promoção britânica Progress Wrestling, onde é um ex-campeão do Progress World Championship.
Ospreay começou sua carreira no circuito independente do Reino Unido em 2012. Em 2016, após ser recomendado por AJ Styles, ele começou a trabalhar com a promoção japonesa NJPW como parte da divisão de pesos pesados juniores, tornando-se um três vezes campeão IWGP Junior Heavyweight e vencedor do Best of the Super Juniors em 2016 e 2019. Em 2019, Ospreay também conquistou o NEVER Openweight Championship. Nesse mesmo ano, ele participou do G1 Climax, o maior torneio da NJPW, que apresenta lutadores pesos pesados. Em 2020, ele fez a transição para a divisão de pesos pesados, onde conquistou o IWGP World Heavyweight Championship. Ele também foi o vencedor da New Japan Cup de 2021. Ospreay foi duas vezes e o último detentor do IWGP United States Heavyweight Championship, já que o título foi desativado em dezembro de 2023, quando Ospreay estava em seu segundo reinado.
Antes de assinar com a AEW, Ospreay também se aventurou periodicamente no circuito de wrestling americano; ele fez aparições nas promoções parceiras da NJPW, Total Nonstop Action Wrestling (TNA, anteriormente conhecida como Impact Wrestling) e Ring of Honor (ROH), onde é um ex-campeão mundial televisivo da ROH, além de promoções independentes como a Pro Wrestling Guerrilla (PWG). Após fazer aparições na AEW em 2022 e 2023, ele assinou com a empresa e oficialmente se juntou ao seu plantel após o término de seu contrato com a NJPW em fevereiro de 2024.
Ospreay detém o recorde de mais lutas com 5 estrelas ou mais concedidas pelo jornalista de wrestling Dave Meltzer, com um total de 53 combates.

## Início de vida
William Peter Charles Ospreay nasceu no bairro de Havering, em Londres, em 7 de maio de 1993. Ele decidiu se tornar lutador após assistir à luta three-way entre AJ Styles, Christopher Daniels e Samoa Joe no evento Unbreakable da TNA em 2005. Ospreay, junto com seu amigo Kip Sabian, começou a praticar backyard wrestling antes de receber treinamento formal de wrestling profissional na Lucha Britannia's London School of Lucha Libre em Bethnal Green.

## Títulos e prêmios
- All Elite Wrestling

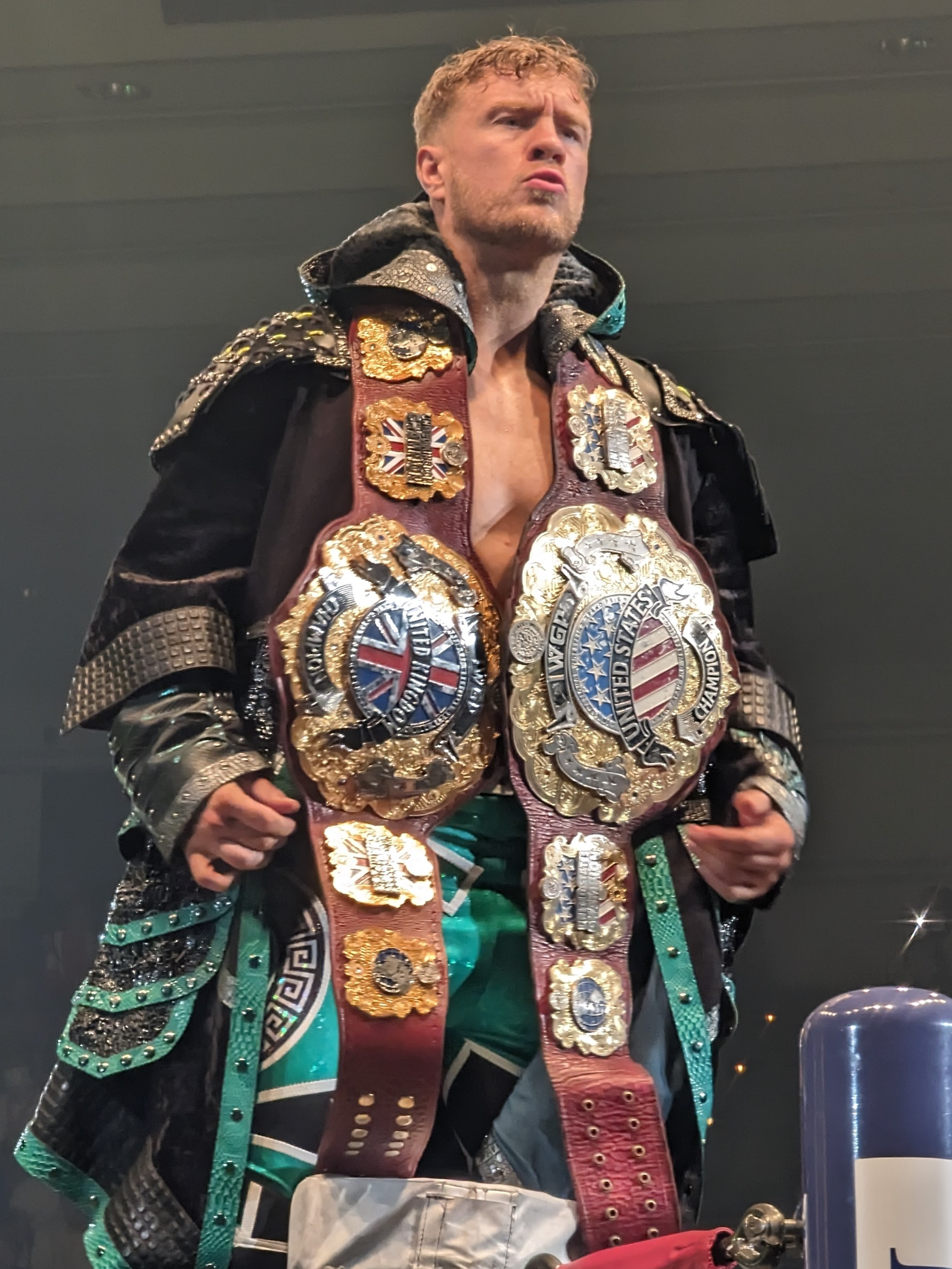
Ospreay com o "IWGP United Kingdom Heavyweight Championship" (esquerda), sua versão personalizada do IWGP United States Heavyweight Championship (direita), que ele conquistou duas vezes.

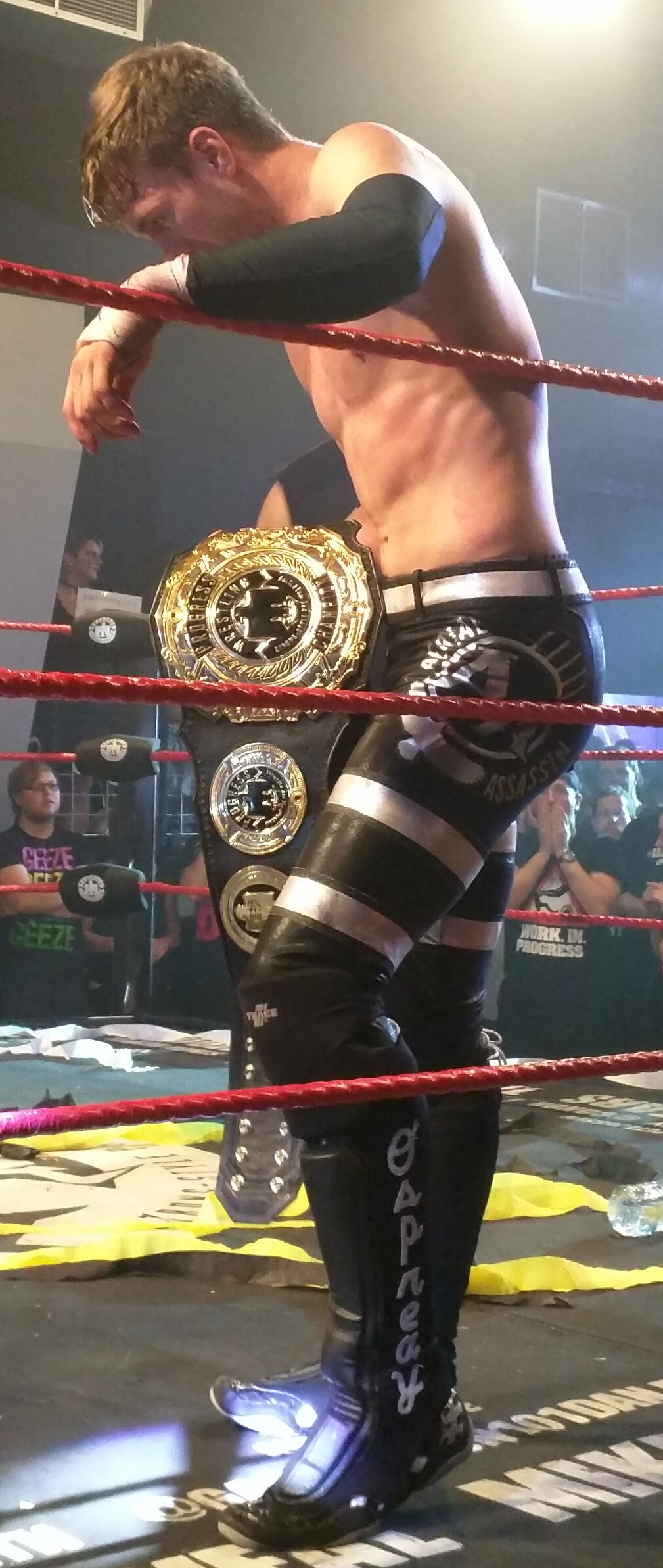
Ospreay como o campeão da Progress Wrestling.

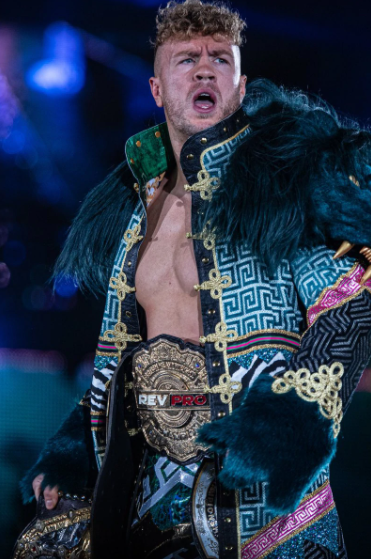
Ospreay com o Undisputed British Heavyweight Championship.

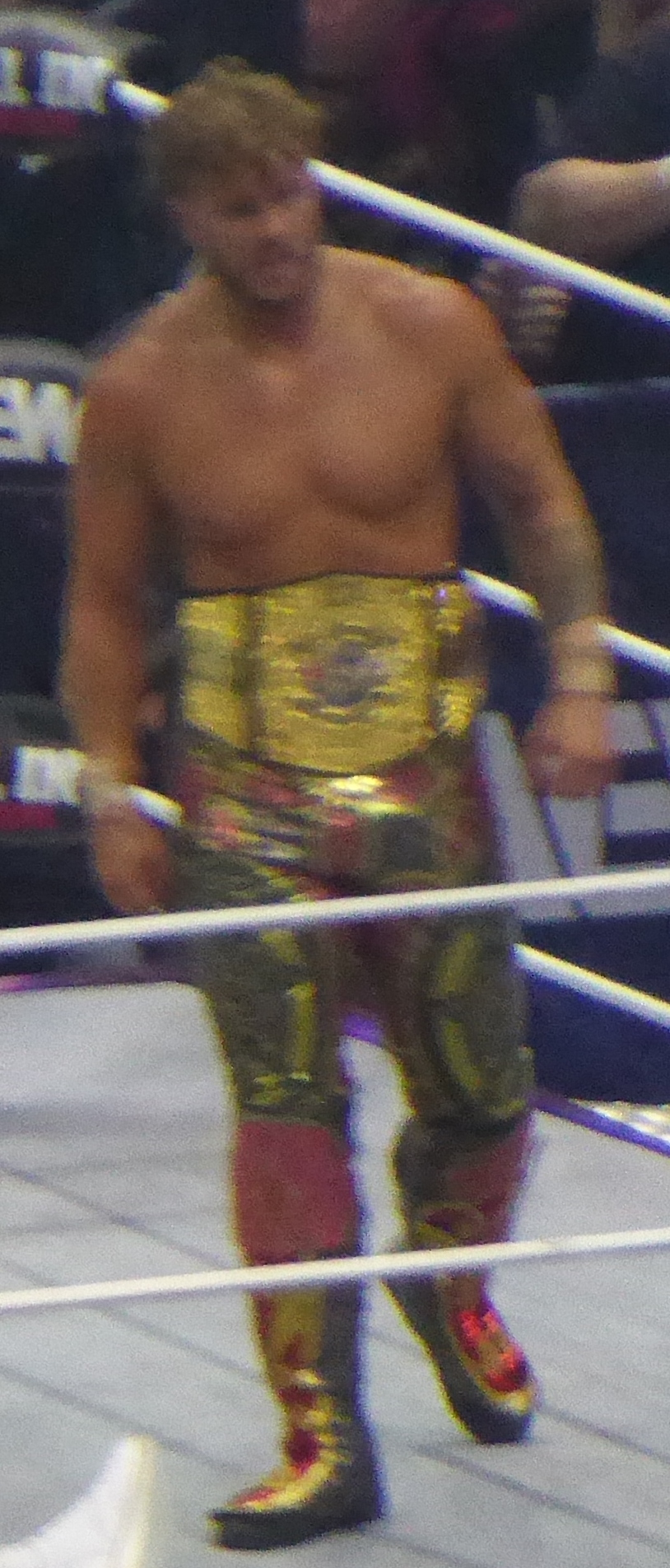
Ospreay como campeão internacional da AEW

  - AEW International Championship (2 vezes)
- ESPN
  - Luta do Ano (2023) (compartilhado com Kenny Omega em um empate entre suas lutas no Wrestle Kingdom 17 e no Forbidden Door)[8]
- Future Pro Wrestling
  - FPW Tag Team Championship (1 vez) – com Paul Robinson[9][10][11]
  - FPW Tag Team Championship Tournament (2014)[12]
- Impact Wrestling
  - Impact Year End Awards
    - Luta do Ano (2023) vs. Mike Bailey no Bound for Glory[13]
- Inside The Ropes Magazine
  - Classificado como #10 dos 50 melhores lutadores do mundo na lista ITR 50 em 2020.[14]
- Lucha Britannia
  - Lucha Britannia World Championship (2 vezes)[15][16][17]
- Melbourne City Wrestling
  - MCW Intercommonwealth Championship (1 vez)
- New Japan Pro-Wrestling
  - IWGP World Heavyweight Championship (1 vez)[18]
  - IWGP United States Heavyweight Championship (2 vezes, final)[19]
  - IWGP Junior Heavyweight Championship (3 vezes)[20]
  - NEVER Openweight Championship (1 vez)[21][22]
  - New Japan Cup (2021)[23]
  - Best of the Super Juniors (2016, 2019)[24][25][26]
- New York Post
  - Luta do Ano (2023) vs. Kenny Omega no Wrestle Kingdom 17[27]
- One Pro Wrestling
  - 1PW World Heavyweight Championship (1 vez)
- Preston City Wrestling
  - PCW 'One to Watch in 2015' End of Year Award (2014)[28]
- Progress Wrestling
  - Progress Championship (1 vez)
  - Progress Tag Team Championship (1 vez) – com Paul Robinson
  - Super Strong Style 16 (2015)
  - Thunderbastard (2014)[29]
- Pro Wrestling Australia
  - PWA Heavyweight Championship (1 vez)
- Pro Wrestling Illustrated
  - PWI o colocou na 3ª posição dos 500 melhores lutadores individuais em 2024[30]
- Reloaded Championship Wrestling Alliance
  - RCWA Elite-1 Championship (1 vez)[31]
- Revolution Pro Wrestling
  - Undisputed British Heavyweight Championship (1 vez)[32]
  - British Cruiserweight Championship (2 vezes)[33]
  - Undisputed British Tag Team Championship (1 vez) – com Paul Robinson[34]
  - Segundo campeão da Tríplice Coroa
- Ring of Honor
  - Campeonato Mundial Televisivo da ROH (1 vez)
  - Melhor Movimento do Ano (2017) – OsCutter[35]
- SoCal Uncensored
  - Luta do Ano (2016) com Matt Sydal & Ricochet vs. Adam Cole & The Young Bucks (Matt Jackson & Nick Jackson) em 3 de setembro[36]
- Southside Wrestling Entertainment
  - SWE Speed King Championship (2 vezes)[37][38][39][40][41]
- Sports Illustrated
  - Classificado como 6º dos 10 melhores lutadores masculinos em 2018[42]
  - Classificado como 5º dos 10 melhores lutadores em 2022 e 2023[43][44]
- Tokyo Sports
  - Prêmio de Melhor Luta (2022) vs. Kazuchika Okada em 18 de agosto[45]
- Warrior Wrestling
  - Warrior Wrestling Championship (1 vez)[46][47][48]
- What Culture Pro Wrestling/Defiant Wrestling
  - WCPW Tag Team Championship (1 vez) – com Scotty Wainwright[49]
  - Prêmio Defiant Wrestling de Luta do Ano (2017) – vs. Drew Galloway em 6 de março[50]
- Wrestling Observer Newsletter
  - Melhor Lutador Voador (2016–2019)[51][52]
  - Melhor Movimento de Wrestling (2019) – Storm Breaker[52]
  - Melhor Movimento de Wrestling (2022, 2023) – Hidden Blade[53][54][55]
  - MVP da Europa (2021–2023)[53][54][55]
  - MVP do Japão (2023)[55]
  - MVP Não-Peso Pesado (2018, 2019)[56][52]
  - Lutador Mais Destacado (2019, 2022, 2023)[52][53][54][55]
  - Luta de Wrestling Profissional do Ano (2019) vs. Shingo Takagi em 5 de junho na final do Best of the Super Juniors[52]
  - Luta de Wrestling Profissional do Ano (2022) vs. Kazuchika Okada em 18 de agosto na final do G1 Climax 32[53][54]
  - Luta de Wrestling Profissional do Ano (2023) vs. Kenny Omega em 4 de janeiro no Wrestle Kingdom 17[55]
  - Lutador do Ano (2023)[55]
- Outros títulos
  - British Triangle Championship (1 vez) – com Paul Robinson e Scott Wainwright[57]